# Такита, Ёдзиро
Ёдзиро Такита (яп. 滝田 洋二郎 Такита Ё:дзиро:, род. 4 декабря 1955 года, Такаока, Япония) — японский режиссёр и сценарист. Наиболее известен по фильмам «Ушедшие», «Колдун», «Последний меч самурая», «Северный первоцвет», «Налитые кровью глаза», «Последний рецепт». Лауреат премии «Оскар» в категории «Лучший фильм на иностранном языке» за фильм «Ушедшие», а также неоднократный номинант и победитель премии Японской киноакадемии.

## Биография
Родился 4 декабря 1955 года в Такаоке. Учился в местной частной школе. После окончания обучения перебрался в Токио. С 1978 года работал ассистентом режиссера в различных кинокомпаниях, специализирующихся на эротических фильмах. В 1981 году дебютировал как режиссёр направления пинку эйга с картиной «Тикан онна кёси». В дальнейшем, продолжая историю своей первой киноработы, Такита снял целую серию фильмов «Тикан» (яп. 痴漢. Уже к середине 1980-х годов он являлся одним из ведущих режиссёров пинку эйга, получив признания от профессиональных кинокритиков и регулярно побеждая на Pink Film Award; всего же к 1987 году им было снято около тридцати эротических картин для разных студий.
В это же время он также решил попробовать себя в массовом кино, первой работой в котором для него стал комедийный фильм «Журнал комиксов» (1986). Несмотря на то, что Такита практически не был известен широкой публике, фильм получил положительные оценки критиков, удостоился премий «Кинэма Дзюмпо» и «Майнити», а также участвовал в конкурсной программе Международного кинофестиваля в Чикаго. Ориентируясь на успех «Журнала комиксов», Такита решил прекратить заниматься съемками эротических фильмов, окончательно перейдя к массовому кино.
В 1993 году, после ряда работ в жанре комедии, Такита выпустил два разнонаправленных фильма, значительно укрепивших его положение. Ими стали приключенческая комедия
«We Are Not Alone» и криминальная драма «Акула из Синдзюку: Город, который никогда не спит», которые были отмечены номинациями премии Японской киноакадемии и «Кинэма Дзюмпо».
В 2001 году, после серии кинокомедий, Такита попробовал себя в жанре фэнтези, сняв фильм «Колдун», получивший неоднозначные оценки критиков, отмечавших невыразительный и тривиальный сюжет, но вместе с тем выделяя высокий уровень визуального исполнения. Спустя год, Такита выпустил драму «Последний меч самурая», которая была удостоена двенадцати номинаций премии Японской киноакадемии, победив при этом в категориях «Лучший фильм», «Лучший актёр» и «Лучший актёр второго плана».
Наибольшего успеха Такиро добился с выпущенной в 2008 году музыкальной драмой «Ушедшие», которая была удостоена премии «Оскар» в категории «Лучший фильм на иностранном языке», продемонстрировав также высокие результаты на кинопремиях и кинофестивалях как в Японии, так и за её пределами.
В 2018 году Такиро снял драматический фильм «Северный первоцвет», основанный на истории семьи в годы Второй мировой войны и получивший одиннадцать номинаций на премии Японской киноакадемии.

## Фильмография
- 1986 — «Журнал комиксов»
- 1987 — «Itoshino Half Moon»
- 1988 — «Семья Кимура»
- 1990 — «Let's Go to the Hospital»
- 1992 — «Love Never Dies (Sickness is in the Mind: Let's go to the Hospital 2)»
- 1992 — «We Are Not Alone»
- 1992 — «Акула из Синдзюку: Город, который никогда не спит»
- 1994 — «The Tropical People»
- 1997 — «Sharan Q no enka no hanamichi»
- 1999 — «Секрет»
- 2001 — «Колдун»
- 2003 — «Последний меч самурая»
- 2003 — «Колдун 2»
- 2005 — «Налитые кровью глаза»
- 2007 — «Будущее в наших руках»
- 2009 — «Ушедшие»
- 2009 — «Санпей — рыбачок»
- 2012 — «Тэнти: Самурай-астроном»
- 2017 — «Последний рецепт»
- 2018 — «Северный первоцвет»

## Комментарии
1. ↑  Тикан онна кёси (яп. 痴漢女教師)
2. ↑  Бокуро ва минна икитэйру (яп. 僕らはみんな生きている)